# Seliza lignaria
Seliza lignaria är en insektsart som först beskrevs av Walker 1851.  Seliza lignaria ingår i släktet Seliza och familjen Flatidae. Inga underarter finns listade i Catalogue of Life.